# Gomesa cruciata
Gomesa cruciata är en orkidéart som först beskrevs av Heinrich Gustav Reichenbach, och fick sitt nu gällande namn av Mark W. Chase och Norris Hagan Williams. Gomesa cruciata ingår i släktet Gomesa och familjen orkidéer. Inga underarter finns listade i Catalogue of Life.